# Automatische Entgeltumwandlung
Bei der automatischen Entgeltumwandlung werden Arbeitnehmer automatisch (also ohne dass sie dafür aktiv werden müssten) mit einer vorgeschlagenen Sparquote und vorgeschlagenen Anlageform in die arbeitnehmerfinanzierte betriebliche Altersvorsorge einbezogen, wenn sie sich nicht explizit dagegen entscheiden. Da in diesem Modell die betriebliche Altersvorsorge der Standard ist, aus der die Arbeitnehmer aber herausoptieren können, wird die automatische Entgeltumwandlung auch als Opting-out-Modell bzw. Opt-out-Modell bezeichnet. Im Gegensatz dazu ist es bei „Opting-in“-Modellen der Standard, keine arbeitnehmerfinanzierte betriebliche Altersvorsorge zu haben. Wer einbezogen werden möchte, muss hineinoptieren, sich also aktiv darum kümmern.

## Wirkungsweise und empirische Evidenz
Sowohl im Opting-in-Modell als auch im Opting-out-Modell können die Arbeitnehmer selbst entscheiden, ob ein Teil ihres Bruttolohnes in die betriebliche Altersvorsorge fließt oder nicht. Eigentlich sollte das Vorsorgeverhalten nicht davon beeinflusst werden, ob die Entscheidung getroffen werden muss, in die betriebliche Altersvorsorge hinein- oder aus ihr herauszuoptieren. Allerdings sind dabei zwei Besonderheiten zu berücksichtigen. Zum einen stellt die Beschäftigung mit den Themen „Altersvorsorge“ und „Finanzen“ für viele Menschen eine unangenehme Tätigkeit dar. Zum anderen legen viele Menschen ein extrem starkes Gewicht auf den gegenwärtigen Augenblick. Da sie das „hier und jetzt“ übermäßig hoch gewichten, tendieren sie dazu, unangenehme Tätigkeiten aus der Gegenwart heraus und auf „morgen“ zu verschieben. In diesen Fällen kommt es bezogen auf die Altersvorsorge zu einem – oft dauerhaften – Verschieben bzw. Nicht-Handeln. Das führt in den beiden Modellen zu gegenteiligen Ergebnissen: Bei Opting-in-Modellen führt Nichts-Tun dazu, dass betriebliche Altersvorsorge unterlassen wird, während es bei Opting-out-Modellen zu einer Teilnahme an der betrieblichen Altersvorsorge kommt. Die automatische Entgeltumwandlung wird daher als Ansatzpunkt zur Stärkung der betrieblichen Altersvorsorge diskutiert.
Untersuchungen über die Auswirkung automatischer Entgeltumwandlung liegen insbesondere aus den USA vor. Dort hat einer Studie zufolge die Einführung von Opting-out-Modellen die Teilnahmequoten an der betrieblichen Altersvorsorge teilweise „dramatisch“ erhöht. Sie liegen bei den drei untersuchten Unternehmen unabhängig von der Betriebszugehörigkeit bei über 85 Prozent. Vorher lagen sie nach 6-monatiger Betriebszugehörigkeit bei 26-43 Prozent und bei 3-jähriger oder längerer Betriebszugehörigkeit bei 57 -69 Prozent.
Automatische Entgeltumwandlung erhöht nicht nur die Teilnahmequoten, sondern wirkt sich auch auf die Zusammensetzung der Teilnehmer aus. Während das in Deutschland eingeführte Recht auf herkömmliche Entgeltumwandlung (Opting-in) insbesondere bei Besserverdienern und Männern zu höheren Teilnahmequoten geführt hat, also bei Personengruppen die ohnehin bereits überdurchschnittlich häufig die Möglichkeiten der betrieblichen Altersvorsorge wahrnahmen, sind bei Opting-out-Modellen ganz andere Auswirkungen zu beobachten. Einer Studie zufolge sind in den USA mit der Einführung der automatischen Entgeltumwandlung die Teilnahmequoten bei denjenigen Personengruppen besonders stark angestiegen, welche die herkömmliche Entgeltumwandlung bisher nur unterdurchschnittlich oft genutzt hatten: bei Geringverdienern, jüngeren Beschäftigten und Frauen.
Allerdings stimmen bei der automatischen Entgeltumwandlung die meisten Arbeitnehmer per „passiver Entscheidung“ (also dem Verzicht auf einen Widerspruch) nicht nur der Teilnahme an der betrieblichen Entgeltumwandlung zu, sondern auch der vorgeschlagenen Sparquote. Diese ist in den USA in der Regel geringer als die Sparquote, die bei Opting-in-Modellen gewählt wurde. Da ein großer Teil der automatisch in die betriebliche Altersvorsorge einbezogenen Arbeitnehmer es bei dieser geringen Sparquote beließ, war in den untersuchten Unternehmen zu beobachten, dass die Sparquote nach Einführung der automatischen Entgeltumwandlung im Durchschnitt deutlich gesunken ist.
Um dem entgegenzuwirken, werden „Save-More-Tomorrow“-Ansätze diskutiert. Diese sehen vor, von jeder künftigen Gehaltserhöhung einen bestimmten Teil zur Erhöhung der Beiträge in die betriebliche Altersvorsorge zu verwenden, bis eine vereinbarte maximale Sparquote erreicht wird. Auch dabei hat der Arbeitnehmer das Recht zu widersprechen, d. h., er kann auf die Erhöhung der Sparquote verzichten oder mit den Sparbeiträgen ganz aussetzen.

## Diskussion in Deutschland
Das Konzept der Opting-out-Modelle kommt aus den USA, wo es als automatic enrollment bezeichnet wird. 2003 wurde es von der Bertelsmann Stiftung in die öffentliche Diskussion in Deutschland eingebracht. In der Anfangsphase wurde es kontrovers diskutiert. Kritiker – damals unter anderem der Gesamtverband der deutschen Versicherungswirtschaft – argumentierten, Opting-out-Modelle schränkten die Wahlfreiheit ein. Inzwischen erfährt das Opting-out-Modell im Grundsatz eine breite Unterstützung der Verbände. Kritisch diskutiert werden mittlerweile weniger die Opting-out-Modelle an sich als vielmehr die Frage, ob Arbeitgeber verpflichtet werden sollten, ihren Beschäftigten Opting-out-Modelle anzubieten. Die Bundesvereinigung deutscher Arbeitgeberverbände (BDA) befürchtet, dass dadurch die Bürokratiekosten steigen würden. Umfragen zufolge bewerten in Deutschland rund 60 bis 70 Prozent der allgemeinen Bevölkerung Opting-out-Modelle als positiv. Bei Arbeitnehmern in Betrieben, die Opting-out-Modelle anbieten, ist die Zustimmung noch höher: Fast drei Viertel sind zufrieden, fast ein weiteres Viertel haben sich damit noch nicht besonders befasst, ist aber einverstanden. Auch 60 Prozent der Unternehmen können sich die Einführung von betrieblichen Opting-out-Lösungen vorstellen, wie eine Umfrage unter bAV-Verantwortlichen ergab.
Auf politischer Ebene hat sich bisher die SPD auf ein Opting-out festgelegt. Die große Koalition aus CDU/CSU und SPD hat sich darauf geeinigt „[…] die betriebliche Altersvorsorge stärken. Sie muss auch für Mitarbeiterinnen und Mitarbeiter von Klein- und Mittelbetrieben selbstverständlich werden.“ Wie dies geschehen soll, ist aber noch unklar. Mit Stand November 2014 prüft die Bundesregierung nach Medienberichten, ob Arbeitgeber dazu verpflichtet werden sollen, Opting-out-Modelle einzuführen. Im Dezember 2015 rückten die drei hessischen Staatsminister Al-Wazir (Grüne), Grüttner (CDU) und Schäfer (CDU) die Opting-out-Modelle mit ihrem Vorschlag einer „Deutschland-Rente“ erneut in den Fokus der politischen Fachdiskussion.
Im April 2016 sprachen sich Abgeordnete der AG Finanzen und der AG Soziales der CDU/CSU-Bundestagsfraktion in einem gemeinsamen Positionspapier ebenfalls für die Einführung von Opting-out-Modellen aus. Mit dem „Entwurf eines Gesetzes zur Stärkung der betrieblichen Altersversorgung und zur Änderung anderer Gesetze (Betriebsrentenstärkungsgesetz)“ plant die Bundesregierung, ab 1. Januar 2018 im Betriebsrentengesetz zu verankern, dass die Sozialpartner rechtssicher Modelle der automatischen Entgeltumwandlung regeln können („Opting-Out“- bzw. „Optionsmodelle“).

## Rechtliche Rahmenbedingungen
Auch für die automatische Entgeltumwandlung gilt der Tarifvorbehalt gemäß § 17 Abs. 5 BetrAVG: „Soweit Entgeltansprüche auf einem Tarifvertrag beruhen, kann für diese eine Entgeltumwandlung nur vorgenommen werden, soweit dies durch Tarifvertrag vorgesehen oder durch Tarifvertrag zugelassen ist.“ Wenn die Tarifvertragsparteien eine (automatische) Entgeltumwandlung nicht zulassen, sind also bei tarifgebundenen Arbeitnehmern Opting-out-Modelle in der betrieblichen Altersvorsorge nicht möglich, sofern nicht übertarifliche Ansprüche umgewandelt werden können.
Mit dieser Einschränkung kann eine automatische Einbeziehung in die Entgeltumwandlung auf drei Ebenen geregelt werden: Im Arbeitsvertrag, in einer Betriebsvereinbarung oder im Tarifvertrag. Obwohl diese Regelungsebenen jeweils an unterschiedlichen gesetzlichen Bestimmungen zu messen sind, gelten vergleichbare Anforderungen: Dem Arbeitnehmer muss sein Auswahl- oder Widerspruchsrecht hinreichend vor Augen geführt werden und es müssen ihm angemessene Entscheidungsfristen zugestanden werden. Die Ausgestaltung der angebotenen betrieblichen Altersversorgung muss sich an der gesetzlichen Regelung des § 1a BetrAVG orientieren.